# Фукуй (Фукуй)

36°3′51″ пн. ш. 136°13′11″ сх. д. / 36.06417° пн. ш. 136.21972° сх. д.
Фуку́й (яп. 福井市, ふくいし, МФА: [ɸu̥kui̯ ɕi̥]) — місто в Японії, в префектурі Фукуй.

## Короткі відомості
Розташоване в північній частині префектури, на березі Японського моря. Входить до списку особливих міст Японії. Адміністративний центр префектури. Виникло на основі середньовічного призамкового містечка самурайського роду Асакура, господаря замку Ітідзьодані. Наприкінці 16 столітті стало володінням Сібати Кацуіє, засновника замку Кітаносьо. У 17 столітті було призамковим містечком роду Мацудайра, столицею автономного уділу Фукуй. Отримало статус міста 1889 року. Складова Північноземного промислового району. Основою економіки є текстильна промисловість, машинобудування, харчова промисловість, виготовлення високоточної техніки та оптики, комерція, туризм. В місті розташований музей замку Ітідзьодані, руїни замку Фукуй, сад Койокан, численні гарячі джерела. Станом на 1 червня 2009 площа міста становила 536,17 км². Станом на 1 липня 2011 населення міста становило 266 607 осіб.

## Освіта
- Фукуйський університет (головний кампус)